# Nessaea margaretha
Nessaea margaretha är en fjärilsart som beskrevs av Krüger 1933. Nessaea margaretha ingår i släktet Nessaea och familjen praktfjärilar. Inga underarter finns listade i Catalogue of Life.